# Seiko Fujita
Fujita Seiko (藤田 西湖, 10 de febrer de 1898 – 4 de gener de 1966), nascut com Isamu Fujita, fou un practicant japonès d'arts marcials que ostentà el títol de 14è Mestre o Soke del Ninjutsu Kōga-ryū, i és considerat per alguns com el darrer ninja autèntic.

## Biografia
Isamu Fujita nasqué a Tòquio, i estudià el Kōga-ryū Wada Ha (Escola Ninjutsu Kōga) amb el seu avi Fujita Shintazaemon, 13r Soke del Kōga-ryū. Estudià a les Universitats de Waseda i Meiji i treballà en una empresa de periòdics. Estudià altres arts marcials i destacà com a autor, investigador i col·leccionista d'escrits antics. Segons algunes referències, "hi ha divisió d'opinions sobre si fou un autèntic ninja o un simple investigador de budō"
Durant la Segona Guerra Mundial, Fujita ensenyà estratègia a l'Acadèmia de l'Exercit de Nakano (Rikugun Nakano Gakkō). Fujita treballà més endavant para el Govern com especialista en seguretat. En els seus darrers anys ensenyà moltes arts tradicionals japoneses, a alumnes notables com Motokatsu Inoue, Mabuni Kenwa, Fujitani Masatoshi, l'actor Tomisaburo Wakayama o Manzo Iwata, que heretaren algun dels seus estils. Fujita no deixà hereu per la seva Escola Kōga-ryū Wada Ha.
Fujita Seiko publicà el Zukai Torinawajutsu, llibre que mostra centenars de lligams de Hojōjutsu de moltes escoles diferents. També publicà vairs texts sobre ninjutsu i arts marcials. Morí de cirrosis a l'edat de 68 anys, i probablement patí alguna forma d'angioedema hereditari. La seva col·lecció, l'anomenada Fujita Seiko Bunko, s'exhibeix en el museu d'Iga-Ueno, al Castell d'Odawara.